# Szabálytalan kiejtésű német szavak listája
Mivel az évek során a német számos idegen szót kölcsönzött a szomszédos nyelvektől, és ezek helyesírását általában nem illesztették a német helyesíráshoz, ezért ezek a szavak kiejtése szabálytalan.

## Szabálytalan kiejtésű német szavak listája
A listában csak az alapszavak találhatóak meg, a képzett formák nem!

### A
Abatjour [aba'ʒu:ɐ], Absolvent [abzɔl'vɛnt], absolvieren [abzɔl'vi:ɐ.n], adjektivisch [adjɛk'ti:vɪʃ], Adverb [ad'vɛɐb], Advokat [advɔ'ka:t], Aktiven [ak'ti:v.n], Algier ['alʒi:ɐ], Alice [a'li:sə], Alternative [altɛɐna'ti:və],  Ampere/Ampère [am'pɛ:ɐ], Annonce [a'nõ:sə], annoncieren [anõ'si:ɐ.n], Apanage [apa'na:ʒə], Archivar [aɐçɪ'va:ɐ], Argot [aɐ'go:], Arrangement [aʁãʒə'mã:], arrangieren [aʁã'ʒi:ɐ.n], Atavismus [ata'vɪsmʊs], Atelier [atə'lje:], Attaché [ata'ʃe:], avancieren [avã'si:ɐ.n], Aversion [avɛʁzi'o:n], Aviatiker [avi'a:tɪkɐ], Avis [a'vi:]

### Ä
Äquivalent [ɛkvɪva'lɛnt]

### B
Baby ['be:bi:], Bacchanal [baxa'na:l], Bacchantin [ba'xantɪn], Bagage [ba'ga:ʒə], Baiser ['bɛze:], Baisse ['bɛsə], Balance [ba'lã:sə], Balkon [bal'kõ:], Ballon [ba'lõ:], Band [bɛnt], Bandage [ban'da:ʒə], Bankier [baŋ'kje:], Bankrotteur [baŋkʁɔ'tø:ɐ], Bassin ['basɛ̃:], Beefsteak ['bi:fste:k], Beige [bɛ:ʒ], bilinguisch [bɪ'lɪŋvɪʃ], Billard ['bɪljaʁt], Billett [bɪ'ljɛt], Blamage [bla'ma:ʒə], Bluff [blʌf], Boheme [bɔ'ɛ:m]/[bɔ'hɛ:mə], Bohemien [bɔ.ɛmɪ'ɛ̃:], Bolivien [bɔ'li:vɪ.ən], Bon [bõ:], Bonbon [bõ'bõ:], Bonmot [bõ'mo:], Bouillon [bʊ'jõ:], Boulevard [bʊl'va:ɐ], Bourgeois [bʊʁ'ʒɔa:], Bowle ['bo:lə], Branche ['bʁaŋʃə], bravo ['bʁa:vɔ], Bravour [bʁa'vu:ɐ], Brevier [bʁɛ'vi:ɐ], Bridge [bʁɪʤ], Brigadier [bʁɪga'dje:], Brillant [bʁɪ'ljant], Bronze ['brõ:zə]

### C
Café [ka'fe:], Caisson [kɛ'sõ:], Cakes [ke:ks], Camping [kɛmpɪŋ], Canaille [ka'naljə], Cape [ke:p], Cello ['ʧɛlɔ], Cembalo ['ʧɛmbalɔ], Chagrin [ʃag'ʁɛ̃:], Chaiselongue [ʃɛ:z'lõ:g], Chaméleon [ka'mɛ:lɛ.ɔn], Champagner [ʃam'panjɐ], Champignon ['ʃampɪnjõ:], Champion ['ʧɛmpiən]/[ʃãpɪ'õ:], Chance [ʃã:s], Chanson [ʃã'sõ:], Chaos ['ka:.ɔs], Charakter [ka'ʁaktɐ],  Charge ['ʃaɐʒə], Charlotte [ʃaɐ'lɔtə], Charta ['kaɐta], Charter ['ʃaɐtɐ]/['ʧaɐtɐ],  Chauffeur [ʃɔ'fø:ɐ], Chaussee [ʃɔ'se:], Chauvinist [ʃɔvɪn'ɪst], Chef [ʃɛf], Chiffre ['ʃɪfɐ], Chilene [ʧɪ'le:nə], Chlor [klo:ɐ], Chloroform [klɔʁɔ'fɔɐm], Chlorophyll [klɔʁɔ'fyl], Cholera ['kɔlɛʁa], Choleriker [kɔ'le:ʁɪkɐ], Chor [ko:ɐ], Choral [kɔ'ʁa:l], Choreographie [kɔʁɛ.ɔgʁa'fi:], Chrestomathie [kʁɛstɔma'ti:], Christ [kʁɪst], Christel [kʁɪst.l], Christian ['kʁɪstɪ.an], Christina [kʁɪs'ti:na], Christoph ['kʁɪstɔf], Christus ['kʁɪstʊs], Chrom [kʁo:m], Chromatik [kʁɔ'ma:tɪk], Chromosom [kʁɔmɔ'so:m], Chronik [kʁo:nɪk], Chronologie [kʁɔnɔlɔ'gi:], Chronometer [kʁɔnɔ'me:tɐ], Chrysantheme [kryzan'te:mə], Clearing ['kli:ʁɪŋ], Clique ['klɪkə], Clou [klu:], Clown [klaʊn], Conférencier [kõfeʁã'sje:], Copyright [kɔpɪʁaet], Couch [kaʊʧ], Coup [ku:], Coupé [kʊ'pe:], Couplet [kʊp'le:], Courage [kʊ'ra:ʒə], Cousin [kʊ'zɛ̃:], Cousine [kʊ'zi:nə], Creme [kʁɛ:m], Cup [kʌp]

### D
Debüt [dɛ'by:], Defensive [dɛfən'zi:və], Dekolleté [dɛkɔlə'te:], Dekorateur [dɛkɔʁa'tø:ɐ], Depot [dɛ'po:], Deserteur [dɛzɛɐ'tø:ɐ], Dessert [dɛ'sɛ:ɐ]/[dɛ'sɛɐt], Detail [dɛ'taj], Devalvation [dɛvalva'ʦɪ'o:n], Devise [dɛ'vi:zə], Diarrhöe [dɪ.a'ʁø:], diluvial [dɪlʊ'vi:al], Diner [dɪ'ne:], Direktive [dɪrɛk'ti:və], divers [dɪ'vɛɐs], Dividend [dɪvɪ'dɛnt], Division [dɪvɪsɪ'o:n], Dossier [dɔ'sje:], Dragee [dʁa'ʒɛ:], Dragée [dʁa'ʒe:]

### E
Eklat [ɛk'la:], Elevator [ɛlɛ'va:tɔɐ], Eleve [ɛ'le:və], Eloge [ɛ'lo:ʒə], Email [ɛ'maj], emaillieren [ɛma'lji:ɐ.n], Engagement [ãgaʒə'mã:], engagieren [ãga'ʒi:ɐ.n], Ensemble [ã'sã:bəl], Epaulette [ɛpɔ'lɛt], Equipage [ɛkɪ'pa:zə]/[ɛkvɪ'pa:ʒə], Essay [ɛ'sɛ:], Etablissement [ɛtablɪsə'mã:], Etage [ɛ'ta:ʒə], Etat [ɛ'ta:], Etui [ɛt'vɪ]/[ɛt'ʏɪ], evakuieren [ɛvakʊ'i:ɐ.n], Evangelium [ɛva'ŋe:lɪ.ʊm], Evidenz [ɛvɪ'dɛnʦ], Evolution [ɛvɔlʊʦɪ'o:n], Exekutive [ɛgzɛkʊ'ti:və], Exporteur [ɛkspɔɐ'tø:ɐ], Extravagant [ɛkstʁava'gant]

### F
Facette [fa'sɛtə], Farce ['faɐsə], Fasson [fa'sõ:], Fauteuil [fɔ'tœ:j], Favorit [favɔ'ʁɪt], Fayence [fa'jã:sə], Feuilleton [fœjə'tõ:], Filet [fɪ'le:], Finanzier [fɪnan'ʦje:], Flakon [fla'kõ:], Flirt [flœ:ɐt], Flottille [flɔ'tɪljə], Fonds [fõ:], forcieren [fɔɐ'si:ɐ.n], Fort [fo:r], Foyer [fɔa'je:], Frikandeau [fʁɪkan'do:], Friseur [fʁɪ'zø:ɐ], Friseuse [fʁɪ'zø:zə], frivol [fʁɪ'vɔl]

### G
Gage ['ga:ʒə], galvanisch [gal'va:nɪʃ], Garage [ga'ʁa:ʒə], Gaze ['ga:zə], Gelee [ʒɛ'le:], gelieren [ʒɛ'li:ɐ.n], Gendarm [ʒã'daɐm], Genie [ʒɛ'ni:], Genre [ʒã:ɐ], Ghana ['ga:na], Giraffe [ʒɪ'ʁafə], girieren [ʒɪ'ʁi:ɐ.n], Giro ['ʒi:ʁɔ], Glacéleder [gla'se:,le:dɐ], Gonorrhöe [gɔnɔ'ʁø:], Graveur [gʁa'vø:ɐ], gravieren [gʁa'vi:ɐ.n], Gravis ['gʁa:vɪs], Gravitation [gʁavɪtaʦɪ'o:n], Gravüre [gʁa'vy:ʁə], Gros [gʁo:]/[gʁɔs], Guillotine [gɪjɔ'ti:nə]

### H
Hotelier [hɔtɛ'lje:], Hypnotiseur [hʏpnɔtɪ'zø:ɐ]

### I
Importeur [ɪmpɔɐ'tø:ɐ], improvisieren [ɪmpʁɔvɪ'zi:ɐ.n], Individualismus [ɪndɪvɪdʊ.a'lɪsmʊs], individuell [ɪndɪvɪdʊ'ɛl], Individuum [ɪndɪ'vi:dʊ.ʊm], Ingenieur [ɪnʒɛ'njø:ɐ], inklusive [ɪnklʊ'zi:və], Inspekteur [ɪnspɛk'tø:ɐ], Installateur [ɪnstala'tø:ɐ], Instrukteur [ɪnstʁʊk'tø:ɐ], Intervall [ɪntɛɐ'val], Intervenient [ɪntɛɐvɛnɪ'ɛnt], Intervent [ɪntɛɐ'vɛnt], Interview [ɪntɛɐ'vju:], Invalide [ɪnva'li:də], Invasion [ɪnvazɪ'o:n], Inventar [ɪnvɛn'ta:ɐ], Inventur [ɪnvɛn'tu:ɐ], Investition [ɪnvestɪʦɪ'o:n], Isaak ['i:zak]/['i:za:k]/['i:za.ak], Ischias ['ɪsçɪ.as]/['ɪʃɪ.as]

### J
Jackett [ʒa'kɛt], Jalousie [ʒalʊ'zi:], Jam [ʤɛm], Jargon [ʒaɐ'gõ:], Java ['ja:va], Jazz [ʤɛ:z], Jeep [ʤi:p], Joghurt ['jo:gʊɐt], Joker ['ʤo:kɐ], Jongleur [ʒõg'lø:ɐ], Journal [ʒʊɐ'na:l], jovial [jɔvɪ'a:l], Jury ['ʒʏʁɪ]/[ju:ʁɪ]

### K
Kadaver [ka'da:vɐ], Kalvinist [kalvɪ'nɪst], Kampagne [kam'panjə], Kanevas ['kanɛvas], Kaprice [ka'pʁi:sə], Karambolage [kaʁambɔ'la:ʒə], Karton [kaɐ'tõ:], Kartonage [kaɐtɔ'na:ʒə], Kastagnette [kasta'njɛtə], Kavalier [kava'li:ɐ], Kavalkade [kaval'ka:də], Kavallerie [kavalɛ'ʁi:], Kaverne [ka'vɛɐnə], Kaviar ['ka:vi.aɐ], Khan [ka:n], Klaviatur [klavɪ.a'tu:ɐ], Klavier [kla'vi:ɐ], Klüver ['kly:vɐ], Kognak ['kɔnjak], Kokon [kɔ'kõ:], kollektivieren [kɔlɛktɪ'vi:ɐ.n], Kolportage [kɔlpɔɐ'ta:ʒə], Kombine [kɔm'baen], Komfort [kɔm'fo:ɐ], Kommandeur [kɔman'dø:ɐ], Kommis [kɔ'mi:], Kommune [kɔ'my:nə], Kommuniqué [kɔmʏnɪ'ke:], Kompagnon [kɔmpa'njõ:], Komplet [kõ'plɛ:]/[kõ'ple:]/[kɔm'plɛt], Komplice [kɔm'pli:sə], Kondukteur [kɔndʊk'tø:ɐ], Konklave [kɔŋ'kla:və], konservativ [kɔnsɛɐva'ti:f], Konstrukteur [kɔnstʁʊk'tø:ɐ], Kontrolleur [kɔntʁɔ'lø:ɐ], Kontroverse[kɔntʁɔ'vɛɐzə], Konvent [kɔn'vɛnt], Konvergenz [kɔnvɛɐ'gɛnʦ], Konversation [kɔnvɛɐzaʦɪ'o:n], Konversion [kɔnvɛɐzɪ'o:n], konvertieren [kɔnvɛɐ'ti:ɐ.n], konvex [kɔn'vɛks], Konvoi ['kɔnvɔœ], konvulsivisch [kɔnvʊl'si:vɪʃ], Kordon [kɔɐ'dõ:], Korps [ko:ɐ], Korvette [kɔɐ'vɛtə], Kotillon [kɔtɪ'jõ:], Kretin [krɛ'tɛ̃:], Kultivator [kʊltɪ'va:tɔɐ], Kupon [kʊ'põ:], Kursive [kʊɐ'si:və], Kurve ['kʊrvə], Kuvert [kʊ'vɛ:ɐ]

### L
Lava ['la:va], Lavendel [la'vɛndəl], lavieren [la'vi:ɐ.n], Legislative [lɛgɪsla'ti:və], Levante [lɛ'vantə], Levit [lɛ'vi:t], Limousine [lɪmʊ'zi:nə], Linotype ['laenɔtaep], Livree [lɪv'ʁe:], Loge ['lo:ʒə], logieren [lɔ'ʒi:ɐ.n], Logis [lɔ'ʒi:s], Lokomotive [lɔkɔmɔ'ti:və], Looping ['lu:pɪŋ], Lorgnette [lɔɐ'njɛtə], loyal [lɔa'ja:l], lynchen ['lɪnʧ.n]

### M
Malheur [ma'lø:ɐ], Malve ['malvə], Manege [ma'nɛ:ʒə], Manöver [ma'nø:vɐ], Marodeur [maʁɔ'dø:ɐ], Massage [ma'sa:ʒə], Masseur [ma'sø:ɐ], Masseuse [ma'sø:zə], Medaille [mɛ'daljə], Medaillon [mɛda'ljõ:], Melancholie [mɛlaŋkɔ'li:], Menage [mɛ'na:ʒə], Milieu [mɪ'ljø:], Mond [mo:nt], Montage [mõ'ta:ʒə], Monteur [mõ'tø:ɐ], Mop [mɔp], motivieren [mɔtɪ'vi:ɐ.n], mouillieren [mu'ji:ɐ.n], moussieren [mu'si:ɐ.n], musivisch [mʊ'zi:vɪʃ]

### N
Naivität [na.ɪvɪ'tɛ:t], nervig ['nɛɐvɪç], nervös [nɛɐ'vø:s], Niveau [nɪ'vo:], nivellieren [nɪvɛ'li:ɐ.n], Novelle [nɔ'vɛlə], November [nɔ'vɛmbɐ], Novize [nɔ'vi:ʦə], Nylon ['naelɔn]

### O
Offensive [ɔfən'si:və], Oktave [ɔk'ta:və], oktroyieren [ɔktrɔa'ji:ɐ.n], Olive [ɔ'li:və], Operateur [ɔpɛʁa'tø:ɐ], Orange [ɔ'ʁã:ʒə], Orchester [ɔɐ'kɛstɐ], Ouvertüre [ʊvɐ'ty:ʁə], oval [ɔ'va:l], Ovation [ɔvaʦɪ'o:n], Overall ['o:vɐɔ:l]

### P
Page ['pa:ʒə], Paletot [palə'to:], Papiermaché [pa'pi:ɐmaʃe:]/[papjema'ʃe:], Papst [pa:pst], Pardon [paɐ'dõ:], Parterre [par'tɛʁə], Passage [pa'sa:ʒə], Passagier [pasa'ʒi:ɐ], pasteurisieren [pastœʁɪ'zi:ɐ.n], Patient [pa'ʦjɛnt], Patrouille [pat'ʁʊljə], Pavian ['pa:vɪ.an], Pavillon [pavi'jõ:], Perspektive [pɛɐspɛk'ti:və], Pervers [pɛɐ'vɛɐs], Pissoir [pɪ'sɔa:ɐ], placieren [pla'si:ɐ.n], Plédoyer [plɛdɔa'je:], Plafond [pla'fõ:], Plaid [ple:t], Plantage [plan'ta:ʒə], Plateau [pla'to:], Pointe [pɔ'ɛ̃:tə], Police [pɔ'li:sə], Portefeuille [pɔɐt'fœ:jə], Portemonnaie [pɔɐtmɔ'ne:], Portier [pɔɐ'tje:], poussieren [pu'si:ɐ.n], Premiere [pʁəmɪ'ɛ:ʁə]/[pʁɛmɪ'e:ʁə], Prestige [pʁɛs'ti:ʒə], privat [pʁɪ'va:t], Privatier [pʁɪva'tje:], Privileg [pʁɪvɪ'le:k], Profil [pʁɔ'fi:l], Profit [pʁɔ'fi:t], Propst [pʁo:pst], protegieren [pʁɔtɛ'ʒi:ɐ.n], Proviant [pʁɔvɪ'ant], Provinz [pʁɔ'vɪnʦ], Provision [pʁɔvɪzɪ'o:n], Provokateur [pʁɔvɔka'tø:ɐ], Pullover [pʊl'o:vɐ], Pulver ['pʊlvɐ], Pyjama [pɪ'ʒa:ma]

### Q
Quarantäne [kaʁan'tɛ:nə], Quiz [kviz]

### R
Rage ['ʁa:ʒə], Ragout [ʁa'gu:], rangieren [ʁã'ʒi:ɐ.n], Raseur [ʁa'zø:ɐ], Räson [ʁɛ'zõ:], Redakteur [ʁɛdak'tø:ɐ], Refrain [ʁəfʁɛ̃:], Regie [ʁɛ'ʒi:], Regime [ʁɛ'ʒi:m], Regisseur [ʁɛʒɪ'sø:ɐ], Reglement [ʁɛgləmã:], Relais [ʁə'lɛ:], Relativität [ʁɛlatɪvɪ'tɛ:t], Renaissance [ʁənɛ:'sã:s], Rendezvous [ʁãde'vu:], renovieren [ʁɛnɔ'vi:ɐ.n], Rentier [ʁɛn'tje:], Repertoire [ʁɛpɛɐ'tɔa:ɐ], Reportage [ʁɛpɔɐ'ta:ʒə], Reservat [ʁezɛɐ'va:t], Reservoir [ʁezɛɐ'vɔa:ɐ], Ressort [ʁɛso:ɐ], Restaurant [ʁɛstɔ'ʁã:], retour [ʁɛ'tu:ɐ], Revanche [rɛ'vã:ʃə], Revers [ʁɛ'vɛrs], Revier [ʁɛ'vi:ɐ], Revision [ʁɛvɪzɪ'o:n], Revolte [ʁɛ'vɔltə], Revolution [ʁɛvɔlʊʦɪ'o:n], Revolver [ʁɛ'vɔlvɐ], Revue [rə'vy:], Rival [ʁɪ'va:l], Rouge [ʁu:ʒ], Route ['ʁu:tə]

### S
Sabotage [sabɔ'ta:ʒə], Saboteur [sabɔ'tø:ɐ], Sahara ['za:haʁa]/[sa'ha:ʁA], Saison [sɛ'zõ:], Salon [za'lõ:], Salve ['zalvə], Satin [sa'tɛ̃:], Sauce [so:sə], Sauciere [zo'sje:ʁə], Save ['za:və], Service [zɛɐ'vi:s], servieren [zɛɐvi:ɐ.n], Serviette [zɛɐvɪ'ɛtə], Silhouette [zɪlʊ'ɛtə], Silvester [zɪl'vɛstɐ], Ski [ʃi:], Solvenz [zɔl'vɛnʦ], Soufflé [sʊf'le:], Souffleur [sʊf'lø:ɐ], souppieren [sʊ'pi:ɐ.n], Souterrain [sʊtɛ'ʁɛ̃:], souverän [sʊvɛ'ʁɛ:n], Spionage [ʃpɪ.ɔn'a:ʒə], Spleen [spli:n], Stellage [ʃtɛ'la:ʒə], Steward ['stju:.əʁt], Stewardeß ['stju:.əʁdɛs], Subvention [zʊbvɛnʦɪ'o:n], subversiv [zʊbvɛɐ'si:f], Suite ['svi:tə], Sujet [sʏ'ʒe:], Sweater ['svɛtɐ], synchronisieren [zʏŋkʁɔnɪ'zi:ɐ.n]

### T
Tadshike [ta'ʤi:kə], Taille ['taljə], Takelage [takɛ'la:ʒə], Talon [ta'lõ:], Tamburin [tambʊ'ʁi:n], Tampon [tã'põ:], Taverne [ta'vɛɐnə], Team [ti:m], Teenager ['ti:ne:ʤɐ], Teint [tɛ̃:], Television [tɛlɛvɪzɪ'o:n], Tenor [tɛ'no:ɐ], Terrain [tɛ'ʁɛ̃:], Toast [to:st], Toilette [tɔa'lɛtə], Tonnage [tɔ'na:ʒə], Tourist [tʊ'ʁɪst], Tournee [tʊɐ'ne:], Train [tʁɛ̃:]/[tʁɛn], Trainer ['tʁe:nɐ], tranchieren [tʁã:'çi:ɐ.n], Transporteur [tʁanspɔɐ'tø:ɐ], Transversal [tʁansvɛɐ'sa:l], Traverse [tʁa'vɛɐsə], Trikot [tʁɪ'ko:], Trikotage [tʁɪkɔ'ta:ʒə], trivial [tʁɪvɪ'a:l], Trolleybus ['tʁɔlɪbʊs], Trost [tʁo:st], Trust [tʁʌst]

### U
universal [ʊnɪvɛɐ'sa:l], Universität [ʊnɪvɛɐsɪ'tɛ:t], Universum [ʊnɪ'vɛɐsʊm]

### V
vag [va:k], Vagabund [vaga'bʊnt], Vagant [va'gant], vage ['va:gə], vakant [va'kant], Vakuum ['va:kʊ.ʊm], Vakzin [vak'ʦi:n], Valentin ['va:lɛntɪn], Valerie [va'le:rɪ.ə], Valuta [va'lu:ta], Vampir ['vampɪɐ], Vandale [van'da:lə], Vanille [va'niljə], Variable [vaʁɪ'ablə], Variante [vaʁɪ'antə], Variation [vaʁɪ.aʦɪ'o:n], Varietät [vaʁɪ.ɛ'te:t], Varieté [vaʁɪ.ɛ'te:], variieren [vaʁɪ'i:ɐ.n], Vasall [va'zal], Vase ['va:zə], Vaselin [vazɛ'li:n], Vatikan [vatɪ'ka:n], Vegetabilien [vɛgɛta'bi:lɪ.n], Vegetarier [vɛgɛ'ta:ʁɪɐ], Vegetation [vɛgɛtaʦɪ'o:n], Vehemenz [vɛhɛ'mɛnʦ], Vehikel [vɛ'hi:kəl], Vektor ['vɛktɔɐ], Velar [vɛ'la:ɐ], Velours [vɛ'lu:ɐ], Vene ['ve:nə], Venedig [vɛ'ne:dɪç], Venetien [vɛ'ne:tɪ.ən], Venezianer [vɛnɛʦi'a:nɐ], venös [vɛ'nø:s], Ventil [vɛn'ti:l], Venus ['ve:nʊs], Verb [vɛɐp], versiert [vɛɐ'si:ɐt], Version [vɛɐsɪ'o:n], vertieren [vɛɐ'ti:ɐ.n], vertikal [vɛɐtɪ'ka:l], Vestalin [vɛs'ta:lɪn], Vestibül [vɛstɪ'by:l], Veteran [vɛtɛ'ʁa:n], Veterinär [vɛtɛʁɪ'nɛ:ɐ], vexieren [vɛk'si:ɐ.n], vibrieren [vɪb'ʁɪ:ɐ.n], Vignette [vɪ'njɛtə], Vikar [vɪ'ka:ɐ], Viktor ['vɪktɔɐ], Viktualien [vɪktʊ'a:lɪ.ən], Villa ['vɪla], Vinzenz ['vɪnʦɛnʦ], Viola [vɪ'o:la], Viole [vɪ'o:lə], Violine [vɪ.ɔ'li:nə], Violoncello [vɪ.ɔlɔn'ʧɛlɔ], Viper ['vi:Pɐ], virtuell [vɪɐtʊ'ɛl], virtuos [vɪɐtʊ'o:s], Visage [vɪ'za:ʒə], vis-à-vis [vɪza'vi:], Visier [vɪ'zi:ɐ], Vision [vɪzɪ'o:n], Visite [vɪ'zi:tə], Viskosität [vɪskɔzɪ'tɛ:t], visuell [vɪzʊ'ɛl], Visum ['vi:zum], vital [vɪ'ta:l], Vitamin [vɪta'mi:n], Vitrine [vɪt'ʁi:nə], vize- ['vi:ʦə], Vokabel [vɔ'ka:bəl], Vokal [vɔ'ka:l], Volant [vɔ'lã:], Volleyball ['vɔlɪbal], Volt [vɔlt], Volumen [vɔ'lu:mən], Volute [vɔ'lu:tə], votieren [vɔ'ti:ɐ.n], Votum ['vo:tʊm], vulgär [vʊl'gɛ:ɐ], Vulkan [vʊl'ka:n]

### W
Waggon  [va'gõ:], Weekend ['wi:kɛnt], wer [vɛ:ɐ]

### Y
Yankee ['jenki:]

### Z
Zero ['ze:ʁɔ], Ziseleur [ʦɪzɛ'lø:ɐ], Zivil [ʦɪ'vi:l], Zoo ['ʦo:.o:], zwölfe ['ʦvølvə]

## Lásd még
- Német kiejtés